# Aliaxei Alfiorau
Aliaxei Alfiorau (en bielorruso: Аляксей Алфёраў; Karélichy, 23 de febrero de 2000) es un deportista bielorruso que compite en boxeo.
Ganó una medalla de plata en el Campeonato Mundial de Boxeo Aficionado de 2021 y una medalla de plata en el Campeonato Europeo de Boxeo Aficionado de 2024.

## Palmarés internacional
| Campeonato Mundial | Campeonato Mundial | Campeonato Mundial | Campeonato Mundial |
| Año                | Lugar              | Medalla            | Categoría          |
| ------------------ | ------------------ | ------------------ | ------------------ |
| 2021               | Belgrado (Serbia)  | Medalla de plata   | 80 kg              |
| Campeonato Europeo |                    |                    |                    |
| Año                | Lugar              | Medalla            | Categoría          |
| 2024               | Belgrado (Serbia)  | Medalla de plata   | 86 kg              |